# Argonautoidea
Argonautoidea zijn een superfamilie van weekdieren uit de klasse der Cephalopoda (inktvissen).

## Families
De volgende families zijn bij de superfamilie ingedeeld:
- Alloposidae Verrill, 1881
- Argonautidae Cantraine, 1841
- Ocythoidae Gray, 1849
- Tremoctopodidae Tryon, 1879